# Cold Meat Industry
Cold Meat Industry var ett svenskt skivbolag startat 1987 av Roger Karmanik. De inriktade sig på genrerna neofolk och martial industrial/neoclassical. Karmanik avvecklade verksamheten under 2011 och 2012 lades Cold Meat Industry ned helt och hållet.

## Artister (urval)
- Aghast
- Arcana
- Atomine Elektrine
- Atrium Carceri
- Brighter Death Now
- Coph Nia
- Consono
- Desiderii Marginis
- Deutsch Nepal
- In Slaughter Natives
- Institut
- IRM
- LẼTUM
- Mental Destruction
- Mortiis
- Morthond
- MZ.412
- Ordo Rosarius Equilibrio
- The Protagonist
- Raison d'Être
- Rome
- Sanctum
- Sephiroth